# Pilot Pen Tennis 2008 - Qualificazioni singolare maschile
Le qualificazioni del singolare maschile del Pilot Pen Tennis 2008 sono state un torneo di tennis preliminare per accedere alla fase finale della manifestazione. I vincitori dell'ultimo turno sono entrati di diritto nel tabellone principale. In caso di ritiro di uno o più giocatori aventi diritto a questi sono subentrati i lucky loser, ossia i giocatori che hanno perso nell'ultimo turno ma che avevano una classifica più alta rispetto agli altri partecipanti che avevano comunque perso nel turno finale.
Le qualificazioni del torneo Pilot Pen Tennis  2008 prevedevano 32 partecipanti di cui 4 sono entrati nel tabellone principale.

## Teste di serie
1. Vince Spadea (Qualificato)
2. Jesse Levine (ultimo turno)
3. Brendan Evans (primo turno)
4. Scoville Jenkins (secondo turno)

1. Alberto Francis (secondo turno)
2. Ramón Delgado (Qualificato)
3. Jamie Baker (primo turno)
4. Artem Sitak (secondo turno)

## Qualificati
1. Vince Spadea
2. Alex Bogomolov Jr.

1. Luka Gregorc
2. Ramón Delgado

## Tabellone

### Legenda
| - Q = Qualificato - WC = Wild card - LL = Lucky loser | - ALT = Alternate - SE = Special Exempt - PR = Protected Ranking | - w/o = Walkover - r = Ritirato - d = Squalificato |

### Sezione 1
|  | Primo turno        | Primo turno        | Primo turno      | Primo turno | Primo turno |  |  | Secondo turno      | Secondo turno      | Secondo turno      | Secondo turno      | Secondo turno      |   |   | Ultimo turno | Ultimo turno | Ultimo turno | Ultimo turno | Ultimo turno |  |
|  |                    |                    |                  |             |             |  |  |                    |                    |                    |                    |                    |   |   |              |              |              |              |              |  |
|  | 1                  | Vince Spadea       | 6                | 6           | 6           |  |  |                    |                    |                    |                    |                    |   |   |              |              |              |              |              |  |
|  |                    | Justin Diao Natale | 7                | 2           | 0           |  |  | 1                  | Vince Spadea       | Vince Spadea       | 6                  | 6                  |   |   |              |              |              |              |              |  |
|  | Tigran Martirosyan | Tigran Martirosyan | 6                | 2           | 6           |  |  |                    | Tigran Martirosyan | Tigran Martirosyan | 3                  | 2                  |   |   |              |              |              |              |              |  |
|  | Noam Okun          | Noam Okun          | 2                | 6           | 2           |  |  |                    |                    |                    |                    |                    |   |   | 1            | Vince Spadea | Vince Spadea | 6            | 6            |  |
|  | Erik Chvojka       | Erik Chvojka       | Erik Chvojka     | 6           | 6           |  |  |                    |                    |                    | Luis-Manuel Flores | Luis-Manuel Flores | 1 | 2 |              |              |              |              |              |  |
|  | Adriano Biasella   | Adriano Biasella   | Adriano Biasella | 3           | 3           |  |  | Erik Chvojka       | Erik Chvojka       | 7                  | 1                  | 6                  |   |   |              |              |              |              |              |  |
|  |                    | Luis-Manuel Flores | 2                | 6           | 6           |  |  | Luis-Manuel Flores | Luis-Manuel Flores | 6                  | 6                  | 7                  |   |   |              |              |              |              |              |  |
|  | 7                  | Jamie Baker        | 6                | 0           | 0           |  |  |                    |                    |                    |                    |                    |   |   |              |              |              |              |              |  |

### Sezione 2
|  | Primo turno        | Primo turno          | Primo turno          | Primo turno | Primo turno |  |  | Secondo turno | Secondo turno      | Secondo turno     | Secondo turno      | Secondo turno      |   |   | Ultimo turno | Ultimo turno | Ultimo turno | Ultimo turno | Ultimo turno |  |
|  |                    |                      |                      |             |             |  |  |               |                    |                   |                    |                    |   |   |              |              |              |              |              |  |
|  | 2                  | Jesse Levine         | Jesse Levine         | 6           | 6           |  |  |               |                    |                   |                    |                    |   |   |              |              |              |              |              |  |
|  |                    | Patrick Frandji      | Patrick Frandji      | 0           | 1           |  |  | 2             | Jesse Levine       | Jesse Levine      | 6                  | 6                  |   |   |              |              |              |              |              |  |
|  | Michał Przysiężny  | Michał Przysiężny    | 3                    | 6           | 6           |  |  |               | Michał Przysiężny  | Michał Przysiężny | 1                  | 3                  |   |   |              |              |              |              |              |  |
|  | Nikita Kryvonos    | Nikita Kryvonos      | 6                    | 4           | 2           |  |  |               |                    |                   |                    |                    |   |   | 2            | Jesse Levine | Jesse Levine | 4            | 6(1)         |  |
|  | Alex Bogomolov Jr. | Alex Bogomolov Jr.   | Alex Bogomolov Jr.   | 6           | 6           |  |  |               |                    |                   | Alex Bogomolov Jr. | Alex Bogomolov Jr. | 6 | 7 |              |              |              |              |              |  |
|  | Arthur Beavis      | Arthur Beavis        | Arthur Beavis        | 1           | 0           |  |  |               | Alex Bogomolov Jr. | 7                 | 62                 | 6                  |   |   |              |              |              |              |              |  |
|  | 5                  | Alberto Francis      | Alberto Francis      | 6           | 6           |  |  | 5             | Alberto Francis    | 6(1)              | 7                  | 3                  |   |   |              |              |              |              |              |  |
|  |                    | William Boe-Wiegaard | William Boe-Wiegaard | 1           | 2           |  |  |               |                    |                   |                    |                    |   |   |              |              |              |              |              |  |

### Sezione 3
|  | Primo turno        | Primo turno        | Primo turno        | Primo turno | Primo turno |  |  | Secondo turno | Secondo turno | Secondo turno | Secondo turno | Secondo turno |   |   | Ultimo turno | Ultimo turno | Ultimo turno | Ultimo turno | Ultimo turno |  |
|  |                    |                    |                    |             |             |  |  |               |               |               |               |               |   |   |              |              |              |              |              |  |
|  |                    | Philip Bester      | 3                  | 6           | 7           |  |  |               |               |               |               |               |   |   |              |              |              |              |              |  |
|  | 3                  | Brendan Evans      | 6                  | 2           | 62          |  |  | Philip Bester | Philip Bester | Philip Bester | 3             | 4             |   |   |              |              |              |              |              |  |
|  | Luka Gregorc       | Luka Gregorc       | Luka Gregorc       | 6           | 6           |  |  | Luka Gregorc  | Luka Gregorc  | Luka Gregorc  | 6             | 6             |   |   |              |              |              |              |              |  |
|  | Davide Sanguinetti | Davide Sanguinetti | Davide Sanguinetti | 2           | 2           |  |  |               |               |               |               |               |   |   | Luka Gregorc | Luka Gregorc | 1            | 6            | 6            |  |
|  | Phillip King       | Phillip King       | Phillip King       | 6           | 6           |  |  |               |               | Phillip King  | Phillip King  | 6             | 2 | 4 |              |              |              |              |              |  |
|  | Anthony Assal      | Anthony Assal      | Anthony Assal      | 1           | 0           |  |  |               | Phillip King  | Phillip King  | 6             | 6             |   |   |              |              |              |              |              |  |
|  | 8                  | Artem Sitak        | Artem Sitak        | 7           | 6           |  |  | 8             | Artem Sitak   | Artem Sitak   | 1             | 1             |   |   |              |              |              |              |              |  |
|  |                    | Gastão Elias       | Gastão Elias       | 5           | 4           |  |  |               |               |               |               |               |   |   |              |              |              |              |              |  |

### Sezione 4
|  | Primo turno            | Primo turno            | Primo turno   | Primo turno | Primo turno |  |  | Secondo turno | Secondo turno          | Secondo turno          | Secondo turno | Secondo turno |   |   | Ultimo turno | Ultimo turno     | Ultimo turno     | Ultimo turno | Ultimo turno |  |
|  |                        |                        |               |             |             |  |  |               |                        |                        |               |               |   |   |              |                  |                  |              |              |  |
|  | 4                      | Scoville Jenkins       | 6             | 3           | 7           |  |  |               |                        |                        |               |               |   |   |              |                  |                  |              |              |  |
|  |                        | Cecil Mamiit           | 3             | 6           | 65          |  |  | 4             | Scoville Jenkins       | Scoville Jenkins       | 3             | 3             |   |   |              |                  |                  |              |              |  |
|  | Phillip Simmonds       | Phillip Simmonds       | 5             | 7           | 6           |  |  |               | Phillip Simmonds       | Phillip Simmonds       | 6             | 6             |   |   |              |                  |                  |              |              |  |
|  | Lovro Zovko            | Lovro Zovko            | 7             | 5           | 1           |  |  |               |                        |                        |               |               |   |   |              | Phillip Simmonds | Phillip Simmonds | 2            | 4            |  |
|  | Christopher Klingemann | Christopher Klingemann | 6             | 5           | 7           |  |  |               |                        | 6                      | Ramón Delgado | Ramón Delgado | 6 | 6 |              |                  |                  |              |              |  |
|  | Vincent Millot         | Vincent Millot         | 4             | 7           | 6(1)        |  |  |               | Christopher Klingemann | Christopher Klingemann | 4             | 1             |   |   |              |                  |                  |              |              |  |
|  | 6                      | Ramón Delgado          | Ramón Delgado | 6           | 6           |  |  | 6             | Ramón Delgado          | Ramón Delgado          | 6             | 6             |   |   |              |                  |                  |              |              |  |
|  |                        | Todd Paul              | Todd Paul     | 3           | 2           |  |  |               |                        |                        |               |               |   |   |              |                  |                  |              |              |  |